# مارتین کوک
مارتین کوک (استونیایی: Martin Kukk؛ زادهٔ ۱۵ اوت ۱۹۸۷) سیاستمدار و نماینده سابق مجلس اهل استونی است.